# Diócesis de Tanjore
La diócesis de Tanjore (en latín: Dioecesis Taniorensis y en inglés: Roman Catholic Diocese of Tanjore) es una circunscripción eclesiástica de la Iglesia católica en India. Se trata de una diócesis latina, sufragánea de la arquidiócesis de Pondicherry y Cuddalore. Desde el 4 de febrero de 2023 es sede vacante y su administrador diocesano es el presbítero es L. Sahayaraj.

## Territorio y organización

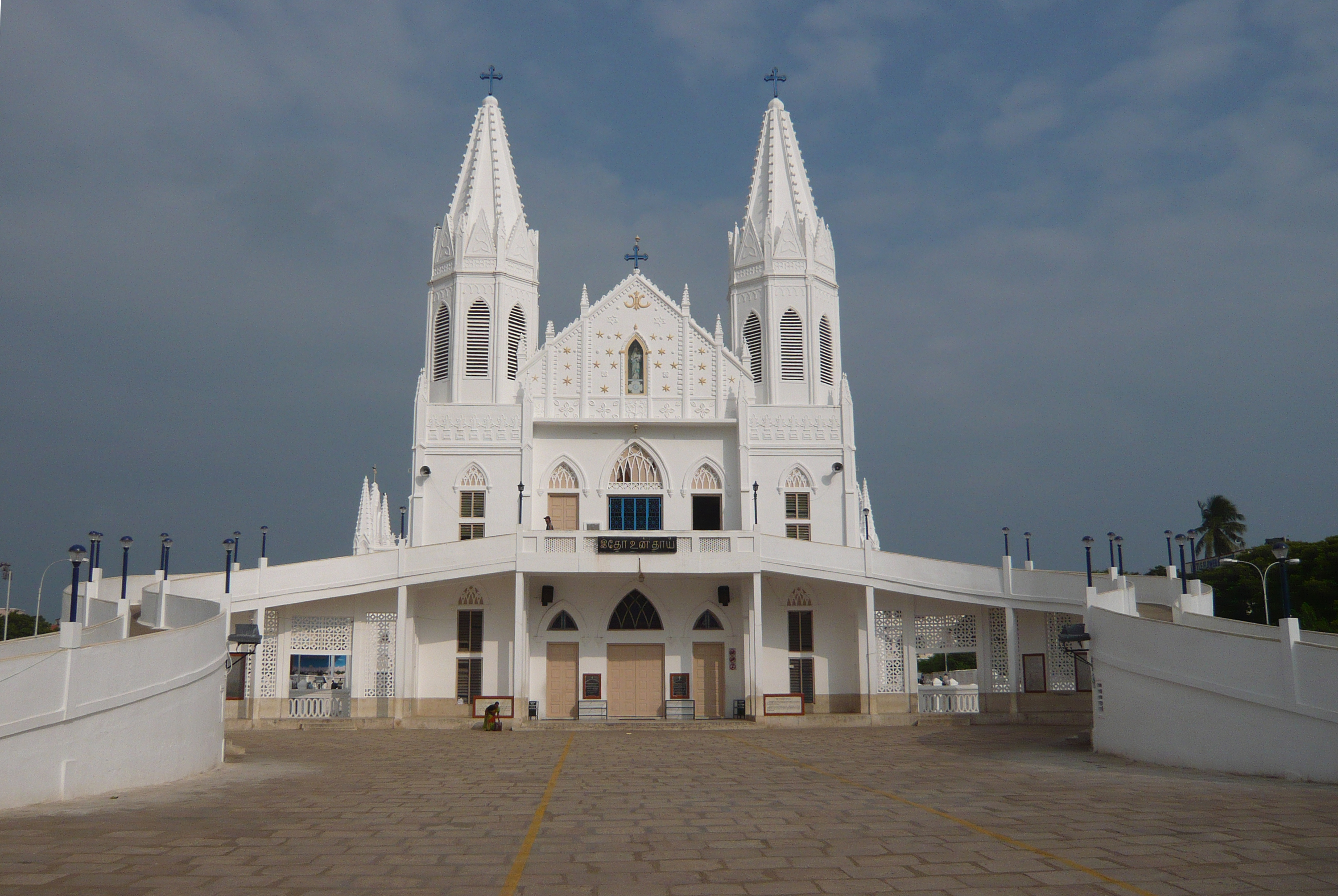
Basílica de Nuestra Señora de la Salud, en Velankanni

La diócesis tiene 9583 km² y extiende su jurisdicción sobre los fieles católicos de rito latino residentes en el estado de Tamil Nadu en los distritos de: Thanjavur (excepto los taluks de Papanasam y Kumbakonam), Tiruvarur y Nagapattinam, seis taluks del distrito de Pudukkottai y dos del distrito de Cuddalore.
La sede de la diócesis se encuentra en la ciudad de Thanjavur (antes llamada Tanjore), en donde se halla la Catedral del Sagrado Corazón de Jesús. En Velankanni se encuentra la basílica de Nuestra Señora de la Salud.
En 2020 en la diócesis existían 96 parroquias.

## Historia
La diócesis fue erigida el 13 de noviembre de 1952 con la bula Ex primaevae Ecclesiae del papa Pío XII, obteniendo el territorio de la diócesis de Santo Tomé de Meliapor, que a su vez estaba unida en la arquidiócesis de Madrás y Meliapor.
Originalmente sufragánea de la misma arquidiócesis de Madrás y Meliapor, el 19 de septiembre de 1953, en virtud de la bula Mutant res del papa Pío XII, pasó a formar parte de la provincia eclesiástica de Pondicherry y Cuddalore.

## Estadísticas
Según el Anuario Pontificio 2021 la diócesis tenía a fines de 2020 un total de 459 500 fieles bautizados.
| Año                                                                             | Población            | Población | Población      | Sacerdotes | Sacerdotes    | Sacerdotes    | Bautizados por sacerdote | Diáconos permanentes | Religiosos | Religiosos | Parroquias |
| Año                                                                             | Bautizados católicos | Total     | % de católicos | Total      | Clero secular | Clero regular | Bautizados por sacerdote | Diáconos permanentes | Varones    | Mujeres    | Parroquias |
| ------------------------------------------------------------------------------- | -------------------- | --------- | -------------- | ---------- | ------------- | ------------- | ------------------------ | -------------------- | ---------- | ---------- | ---------- |
| 1970                                                                            | 122 000              | 2 458 218 | 5.0            | 74         | 69            | 5             | 1648                     |                      | 7          | 331        | 43         |
| 1980                                                                            | 156 180              | 3 025 485 | 5.2            | 86         | 81            | 5             | 1816                     |                      | 23         | 145        | 48         |
| 1990                                                                            | 199 094              | 5 518 000 | 3.6            | 131        | 118           | 13            | 1519                     |                      | 26         | 504        | 64         |
| 1999                                                                            | 206 970              | 6 019 000 | 3.4            | 164        | 148           | 16            | 1262                     |                      | 19         | 539        | 74         |
| 2000                                                                            | 207 190              | 1 814 818 | 11.4           | 167        | 147           | 20            | 1240                     |                      | 58         | 560        | 74         |
| 2001                                                                            | 207 950              | 3 824 331 | 5.4            | 170        | 152           | 18            | 1223                     |                      | 51         | 560        | 75         |
| 2002                                                                            | 192 381              | 3 808 262 | 5.1            | 173        | 153           | 20            | 1112                     |                      | 55         | 526        | 75         |
| 2003                                                                            | 192 381              | 3 808 262 | 5.1            | 174        | 154           | 20            | 1105                     |                      | 25         | 526        | 75         |
| 2004                                                                            | 193 560              | 3 820 117 | 5.1            | 175        | 155           | 20            | 1106                     |                      | 55         | 526        | 75         |
| 2010                                                                            | 260 800              | 4 223 000 | 6.2            | 195        | 164           | 31            | 1337                     |                      | 71         | 650        | 86         |
| 2014                                                                            | 310 382              | 4 869 291 | 6.4            | 215        | 164           | 51            | 1443                     |                      | 69         | 783        | 89         |
| 2017                                                                            | 339 863              | 5 092 290 | 6.7            | 224        | 164           | 60            | 1517                     |                      | 79         | 724        | 92         |
| 2020                                                                            | 459 500              | 6 888 040 | 6.7            | 235        | 168           | 67            | 1955                     |                      | 86         | 671        | 96         |
| Fuente: Catholic-Hierarchy, que a su vez toma los datos del Anuario Pontificio. |                      |           |                |            |               |               |                          |                      |            |            |            |

## Episcopologio
- Rajarethinam Arokiasamy Sundaram † (4 de febrero de 1953-12 de septiembre de 1986 retirado)
- Packiam Arokiaswamy † (12 de septiembre de 1986-28 de junio de 1997 retirado)
- Devadass Ambrose Mariadoss (28 de junio de 1997-4 de febrero de 2023 retirado)
  - Sede vacante, desde 2023